# Kernbrennstoffsteuer
Die Kernbrennstoffsteuer (umgangssprachlich Brennelementesteuer) war eine nachträglich als verfassungswidrig eingestufte Steuerart in Deutschland, die von Betreibern von Kernkraftwerken in den Jahren 2011 bis 2016 erhoben wurde. Im Juni 2017 ordnete das Bundesverfassungsgericht die Rückzahlung der eingenommenen Gelder an.
Im Zuge der Einigung mit den Energiekonzernen zur Laufzeitverlängerung von Kernkraftwerken brachten die Bundestagsfraktionen der CDU/CSU und der FDP den Entwurf eines Kernbrennstoffsteuergesetzes (KernbrStG) in den Deutschen Bundestag ein. Darin wurde eine Bundessteuer für Brennelemente vorgesehen, die ab 2011 eine jährliche Einnahme von 2,3 Mrd. € bringen sollte. Das Kernbrennstoffsteuergesetz trat am 1. Januar 2011 in Kraft (§ 13 KernbrStG). Besteuert wurde der Verbrauch von Kernbrennstoff im Sinne von § 2 KernbrStG (Uran-233 und -235 sowie Plutonium-239 und -241), der zur gewerblichen Erzeugung von elektrischem Strom verwendet wurde. Die Steuer entstand, wenn der Brennstoff erstmals in einem Kernreaktor eingesetzt wurde, und betrug 145 Euro pro Gramm Kernbrennstoff (§ 3 KernbrStG). Das Gesetz lief am 31. Dezember 2016 aus und wurde für die noch bis 2022 laufenden Kraftwerke nicht verlängert. Der Bundestag lehnte einen Antrag der Fraktion Die Linke ab, die Steuer beizubehalten.

## Politische Diskussion
Die Einführung einer Kernbrennstoffsteuer wurde länger von einigen politischen Gruppen, zum Beispiel Atomkraftgegnern, gefordert. Die Bundestagsfraktion der SPD beantragte am 6. Juli 2010 die Einführung einer Kernbrennstoffsteuer. Ziel war es, durch die Kernbrennstoffsteuer für Stromerzeuger die wirtschaftliche Attraktivität längerer Laufzeiten von Kernkraftwerken zu verringern.
Die Nuklearkatastrophe von Fukushima im März 2011 veranlasste die Bundesregierung, ihre Atompolitik zu ändern. Wenige Tage nach dem Beginn der Katastrophe verkündete sie ein dreimonatiges Atom-Moratorium; die vier deutschen Kernkraftwerk-Betreiber schalteten ältere Kraftwerke ab. Die Bundesregierung erwog zunächst, die Kernbrennstoffsteuer im Zuge der Energiewende bzw. der Zurücknahme der Laufzeitverlängerung abzuschaffen. Am 30. Juni 2011 beschloss der Deutsche Bundestag einen Atomausstieg bis 2022 unter Beibehaltung der Kernbrennstoffsteuer für die Geltungsdauer des Gesetzes, also bis Ende 2016.

## Verfassungswidrigkeit des Gesetzes
Am 31. Mai 2011 kündigte E.ON eine Klage gegen die Kernbrennstoffsteuer an. Am 30. Juni 2011 äußerte der Verfassungsrechtler Ulrich Battis (Humboldt-Universität zu Berlin) in einem ZDF-Interview die Auffassung, die Bundesregierung habe in Sachen Kernbrennstoffsteuer „ganz schlechte Karten“. Nach E.ON kündigten auch RWE und EnBW an, zu klagen, und verwiesen u. a. darauf, dass dem Bund die Zuständigkeit zur Einführung einer solchen Steuer fehle.
Am 19. September 2011 bezweifelte das Finanzgericht Hamburg die Gesetzgebungskompetenz des Bundes für die Kernbrennstoffsteuer, da sie keine Verbrauchsteuer sei und der Bund nicht einfach neue andere Steuern einführen dürfe. Das Finanzgericht Baden-Württemberg in Stuttgart urteilte hingegen in zwei im Januar 2012 veröffentlichten Beschlüssen, die vom Bund erhobene Steuer sei verfassungsgemäß und europarechtskonform. Die vom Finanzgericht Hamburg gewährte Aussetzung der Steuerzahlungen wurde jedoch vom Bundesfinanzhof mit Urteil vom 25. November 2014 aufgehoben, die Steuer war also bis zum Abschluss des Verfahrens vor dem Bundesverfassungsgericht weiterhin zu entrichten. Ob die Steuer zulässig war, ließ der Bundesfinanzhof offen.
Der Europäische Gerichtshof befand am 4. Juni 2015, dass die deutsche Kernbrennstoffsteuer nicht gegen EU-Richtlinien verstoße. Jedoch entschied das Bundesverfassungsgericht am 13. April 2017, dass die Kernbrennstoffsteuer nicht der deutschen Verfassung entsprach und vereinnahmte Steuern zurückgezahlt werden müssen. Zwar dürfe der Bund jederzeit neue Verbrauchsteuern einführen, die Kernbrennstoffsteuer sei jedoch keine Verbrauchsteuer gewesen, da sie nicht den erzeugten Strom besteuert habe, sondern die dafür verwendeten Produktionsmittel. Ein freies Steuerfindungsrecht komme weder dem Bund noch den Ländern zu. Die Steuer sei „von Anfang an mit erheblichen finanzverfassungsrechtlichen Unsicherheiten“ belastet gewesen. Deswegen könne man auch nicht wie in anderen Fällen darauf verzichten, das Gesetz für von Anfang an nichtig zu erklären.

## Steueraufkommen
Die Einnahmen durch die Kernbrennstoffsteuer für den Bundeshaushalt betrugen:
| Jahr | Einnahmen in Mio. € | Erzeugte Strommenge in Mrd. kWh | Steuer in Cent je kWh |
| ---- | ------------------- | ------------------------------- | --------------------- |
| 2011 | 922                 | 108,0                           | 0,85                  |
| 2012 | 1.577               | 99,5                            | 1,58                  |
| 2013 | 1.285               | 97,3                            | 1,32                  |
| 2014 | 708                 | 97,1                            | 0,73                  |
| 2015 | 1.371               | 91,8                            | 1,52                  |
| 2016 | 422                 |                                 |                       |

Aufgrund der Verfassungswidrigkeit des Gesetzes waren diese Beträge zurückzuzahlen. So wurde 2014 aufgrund entsprechender Urteile bereits ein Teil der Steuer zurückgezahlt. Nachdem der Bundesfinanzhof die Weiterzahlung der Steuer trotz laufender Verfahren angeordnet hatte, überwiesen die Betreiber von deutschen Kernkraftwerken im Dezember 2014 insgesamt etwa 2,5 Milliarden Euro an den Bund. Nach dem Urteil des Bundesverfassungsgerichtes muss der Bund 6,3 Milliarden Euro zurückzahlen.
Das Steueraufkommen je kWh schwankte, da nicht die Strommenge besteuert wurde, sondern das Einsetzen neuer Brennelemente. Da in den Kraftwerken jährlich nur ein Teil des Kernbrennstoffes ersetzt werden muss, schwankt die Zahl neu eingesetzter Brennelemente. Darüber hinaus war nach § 5 Absatz 1 Satz 2 des Kernbrennstoffsteuergesetzes der Austausch nachweislich defekter Brennstäbe steuerbefreit, auch wenn der defekte Brennstab bereits teilweise abgebrannt und damit zur Stromerzeugung genutzt worden war. Der Kernkraftgegner Jochen Stay kritisierte, die Kraftwerksbetreiber hätten 2016 durch eine Verschiebung von Brennelementewechseln in die Zeit nach dem Auslaufen des Gesetzes zwischen 700 und 750 Millionen Euro gespart. Durch das Urteil des Verfassungsgerichts wurde die Frage einer Steuerersparnis müßig, da die gezahlte Steuer gänzlich erstattet werden muss.